# أنطونيلا بونس
أنطونيلا بونس هي موسيقية إكوادورية، ولدت في 4 أغسطس 1997.